# Беділа (Бузеу)
Беділа (рум. Bădila) — село у повіті Бузеу в Румунії. Входить до складу комуни Пирсков.
Село розташоване на відстані 97 км на північ від Бухареста, 27 км на північний захід від Бузеу, 120 км на захід від Галаца, 82 км на південний схід від Брашова.

## Населення
За даними перепису населення 2002 року у селі проживали 826 осіб, усі — румуни. Усі жителі села рідною мовою назвали румунську.